# Радивонівський заказник
Радиво́нівський зака́зник (Радіо́нівський) — один з об'єктів природно-заповідного фонду Запорізької області, лісовий заказник загальнодержавного значення.
Заказник належить до переліку природно-заповідних територій, особливо важливих для збереження біорізноманіття Запорізької області.

## Розташування
Розташований у Мелітопольському районі Запорізької області, біля села Радивонівки Якимівської селищної громади. Перебуває у межах Богатирського лісництва квартали 76-91, квартал 92 виділи 1-4, квартали 94-97, квартал 98 виділи 1-3, квартали 99-108 і користуванні Державного підприємства «Мелітопольське лісомисливське господарство». Площа природоохоронної території 370 га.

## Історія
Заказник заснований 28 жовтня 1974 року, з метою збереження та охорони лісових насаджень, штучно створених на початку XX століття, які мають велике ґрунтозахисне значення і наукову цінність, а також є середовищем перебування і розмноження багатьох видів тварин.

## Опис
Лісовий масив розташований між берегом Молочного лиману та пригирловою частиною річки Тащенак. На окремих ділянках зростають чисті та змішані соснові ліси з домішкою листяних порід, на інших переважають дуб звичайний, клен польовий, горіх волоський, робінія звичайна.
З тварин водяться лисиця, куниця кам'яна, заєць-русак, сарна європейська, свиня дика, багато птахів.